# H. Hawkline
H. Hawkline, vlastním jménem Huw Gwynfryn Evans, (* 15. března 1985) je velšský zpěvák, multiinstrumentalista a designér.
Narodil se v Cardiffu, ale vyrůstal ve městě Prestatyn na severovýchodě Walesu. V osmnácti letech se vrátil do Cardiffu. Své první album nazvané A Cup of Salt vydal v roce 2010 ve vydavatelství Shape Records. O rok později následovala deska The Strange Uses of Ox Gall a v roce 2015 pak In the Pink of Condition. Později vydal další alba. Třikrát byl nominován na Welsh Music Prize.
V roce 2014 zpíval doprovodné vokály v písni „Let's Go to War“ z alba Futurology velšské skupiny Manic Street Preachers. Dlouhodobě spolupracuje s velšskou zpěvačkou Cate Le Bon.
Svůj pseudonym si zvolil podle románu Hawklinská nestvůra Richarda Brautigana.

## Diskografie

### Sólová
- A Cup of Salt (2010)
- The Strange Uses of Ox Gall (2011)
- In the Pink of Condition (2015)
- I Romanticize (2017)
- Milk for Flowers (2023)

### Ostatní
| Rok  | Název                                    | Interpret                 | Příspěvek                                                    |
| ---- | ---------------------------------------- | ------------------------- | ------------------------------------------------------------ |
| 2008 | Edrych Yn Llygaid Ceffyl Benthyg         | Cate Le Bon               | kytara                                                       |
| 2009 | Me Oh My                                 | Cate Le Bon               | nástroje, design                                             |
| 2012 | Cyrk                                     | Cate Le Bon               | nástroje, obal                                               |
| 2012 | Pictures in the Morning                  | Richard James             | kytara                                                       |
| 2013 | Mug Museum                               | Cate Le Bon               | baskytara, kytara, varhany, design                           |
| 2013 | Harlem River                             | Kevin Morby               | design, fotografie                                           |
| 2013 | Fingerprint                              | Crooks on Tape            | design                                                       |
| 2013 | At the Dance                             | Short & Curlies           | kytara                                                       |
| 2014 | Still Life                               | Kevin Morby               | baskytara, zpěv                                              |
| 2014 | Futurology                               | Manic Street Preachers    | doprovodné vokály                                            |
| 2015 | Farming the Sea for Salt                 | Santiago                  | klávesy, shaker                                              |
| 2016 | Crab Day                                 | Cate Le Bon               | kytara, marimba, syntezátor, design                          |
| 2016 | Heads Up                                 | Warpaint                  | design                                                       |
| 2016 | Refresh!                                 | Euros Childs              | fotografie                                                   |
| 2017 | Rock Pool EP                             | Cate Le Bon               | kytara, syntezátor, design                                   |
| 2017 | Live                                     | Banana                    | kytara, syntezátor                                           |
| 2017 | Night Shop                               | Night Shop                | fotografie                                                   |
| 2018 | Clarinet & Piano: Selected Works, Vol. 1 | Group Listening           | fotografie                                                   |
| 2018 | Melyn                                    | Adwaith                   | design                                                       |
| 2019 | Reward                                   | Cate Le Bon               | kytara                                                       |
| 2019 | Designer                                 | Aldous Harding            | baskytara, kytara, klavír, syntezátor, perkuse, zpěv, design |
| 2019 | I Have to Feed Larry's Hawk              | Tim Presley's White Fence | kytara, doprovodné vokály                                    |
| 2019 | Bitw                                     | Bitw                      | design                                                       |
| 2021 | Endless Arcade                           | Teenage Fanclub           | design                                                       |
| 2022 | Pompeii                                  | Cate Le Bon               | produkce, fotografie, design                                 |
| 2022 | Clarinet & Piano: Selected Works, Vol. 2 | Group Listening           | kytara, fotografie                                           |
| 2022 | Warm Chris                               | Aldous Harding            | baskytara, kytara, banjo, varhany                            |
| 2022 | Tresor                                   | Gwenno                    | design                                                       |
| 2022 | Sound of the Morning                     | Katy J Pearson            | baskytara, kytara, doprovodné vokály, fotografie             |
| 2023 | Machine Like Me                          | Nuha Ruby Ra              | design                                                       |
| 2023 | Nothing Lasts Forever                    | Teenage Fanclub           | design                                                       |
| 2023 | Rehearse                                 | Bitw                      | design                                                       |
| 2024 | Prehearse                                | Bitw                      | ilustrace                                                    |
| 2025 | Michelangelo Dying                       | Cate Le Bon               | fotografie, design                                           |
| 2025 | Dim Probs                                | Gruff Rhys                | doprovodné vokály                                            |